# Dale (Town)
Die Town of Dale ist eine von 20 Towns im Outagamie County im US-amerikanischen Bundesstaat Wisconsin. Im Jahr 2010 hatte die Town of Dale 2731 Einwohner.
Town hat in Wisconsin eine grundlegend andere Bedeutung, als im übrigen englischsprachigen Bereich. Vielmehr entspricht sie den in den anderen US-Bundesstaaten üblichen Townships, die nach dem County die nächstkleinere Verwaltungseinheit bilden.
Die Town of Dale liegt in der Fox Cities genannten Metropolregion.

## Geografie
Die Town of Dale liegt im Osten Wisconsins, im westlichen Vorortbereich der Stadt Appleton und etwa 20 km westlich des Fox River, der rund 60 km nordnordöstlich in die Green Bay des Michigansees mündet.
Die geografischen Koordinaten des Zentrums der Town of Dale sind 44°16′38″ nördlicher Breite und 88°40′46″ westlicher Länge. Sie erstreckt sich über eine Fläche von 78,9 km². 
Die Town of Dale liegt im äußersten Südwesten des Outagamie County und grenzt an folgende Nachbartowns und -kommunen:
| Town of Mukwa (Waupaca County)        | Town of Hortonia                            | Village of Hortonville             |
| Town of Caledonia (Waupaca County)    | Kompassrose, die auf Nachbargemeinden zeigt | Village of Greenville              |
| Town of Wolf River (Winnebago County) | Town of Winchester (Winnebago County)       | Town of Clayton (Winnebago County) |

## Verkehr
Der U.S. Highway 45 begrenzt das Gebiet der Town of Dale nach Westen. Durch das Zentrum der Town verläuft in West-Ost-Richtung der Wisconsin State Highway 96. Daneben verlaufen noch die County Highways M und T durch die Town. Alle weiteren Straßen sind untergeordnete Landstraßen,  teils unbefestigte Fahrwege sowie innerörtliche Verbindungsstraßen.
Durch das Gebiet der Town of Dale führt in Nordwest-Südost-Richtung für den Frachtverkehr eine Eisenbahnlinie der Canadian National Railway (CN).
Der nächste Flughafen ist der Outagamie County Regional Airport (15 km östlich).

## Ortschaften in der Town of Dale
Neben Streubesiedlung existieren in der Town of Dale noch folgende gemeindefreie Siedlungen:
- Dale
- Medina

## Bevölkerung
Nach der Volkszählung im Jahr 2010 lebten in der Town of Dale 2731 Menschen in 982 Haushalten. Die Bevölkerungsdichte betrug 34,6 Einwohner pro Quadratkilometer. In den 982 Haushalten lebten statistisch je 2,78 Personen. 
Ethnisch betrachtet setzte sich die Bevölkerung zusammen aus 98,3 Prozent Weißen, 0,1 Prozent Afroamerikanern, 0,3 Prozent amerikanischen Ureinwohnern, 0,5 Prozent Asiaten sowie 0,3 Prozent aus anderen ethnischen Gruppen; 0,4 Prozent stammten von zwei oder mehr Ethnien ab. Unabhängig von der ethnischen Zugehörigkeit waren 1,5 Prozent der Bevölkerung spanischer oder lateinamerikanischer Abstammung. 
26,1 Prozent der Bevölkerung waren unter 18 Jahre alt, 64,9 Prozent waren zwischen 18 und 64 und 9,0 Prozent waren 65 Jahre oder älter. 49,7 Prozent der Bevölkerung waren weiblich.
Das mittlere jährliche Einkommen eines Haushalts lag bei 74.597 USD. Das Pro-Kopf-Einkommen betrug 34.325 USD. 1,5 Prozent der Einwohner lebten unterhalb der Armutsgrenze.